# Ficção histórica
Ficção histórica ou drama histórico é um sub-género de ficção que retrata muitas vezes figuras ou eventos históricos. Género histórico mas ao mesmo tempo fictício, faz uma honesta tentativa de capturar o espírito, as condições sociais da pessoa ou da época, que representam a atenção ao pormenor e fidelidade. Ficção histórica é encontrada em livros, revistas, arte, televisão, filmes, jogos, teatro, e em outros meios de comunicação social.

## Definição
A ficção histórica apresenta aos leitores uma história que tem lugar durante um período notável na História, e, geralmente, durante um evento significativo nesse período.
A ficção histórica apresenta muitas vezes, eventos reais do ponto de vista das pessoas que vivem nesse período.
Em algumas obras de ficção histórica, aparecem eventos famosos a partir de pontos de vista não registados na História, mostrando figuras históricas reais a lidar com eventos alusivos à época mas ao mesmo tempo, mostrando-as de uma forma diferente da que está registada na História. Outras vezes, o acontecimento histórico complementa uma história da narrativa, que ocorre em segundo plano. Às vezes, a ficção histórica pode ser, na maior parte, correspondente à realidade histórica, mas os nomes de pessoas e lugares foram, de alguma forma, alteradas.
Como se trata de ficção, a licença artística é permitida no que diz respeito à apresentação, desde que ela não se desvie significativamente da História. Se os eventos estão destinados a se desviar significativamente da realidade histórica, a história pode então cair dentro do género da história alternativa, que é conhecida por especular sobre o que poderia ter acontecido se um significativo acontecimento histórico tivesse sido diferente. Numa nota similar, os eventos ocorridos na ficção histórica devem estar de acordo com as leis da física. Histórias que se estendem como mágicas ou fantásticas são muitas vezes consideradas fantasia histórica.